# 布拉格動物園
布拉格動物園（Prague Zoo）是捷克首都布拉格的動物園。布拉格動物園開業於1931年，面積58公頃，飼養有近650種動物，其中瀕危物種132種。布拉格動物園在普氏野馬的繁殖工作上貢獻頗大。

## 外部連結
- 官方网站